# Dinar irakien
Pour les articles homonymes, voir Dinar.
Le dinar irakien est la monnaie officielle de l'Irak. Il est subdivisé en 1000 fulûs (fils, au singulier)

## Historique
Le dinar irakien (ci-après "IQD") a été introduit le 15 octobre 2003 et échangé pendant une phase de transition (jusqu’au 15 janvier 2004).
Le change était :
- 1 ancien dinar (appelé « print dinar ») = 1 nouveau dinar irakien ;
- 1 ancien dinar (appelé « dinar suisse » et circulant dans le Kurdistan irakien) = 150 nouveaux dinars irakiens.

Avec l’introduction du nouveau dinar irakien, un système monétaire unique pour tout l’Irak était lancé. En même temps la qualité, la durée de vie et la sécurité des billets étaient sérieusement améliorées.
En 1931 le pouvoir mandaté britannique introduisit le dinar irakien en remplacement de la roupie indienne du Raj qui y circulait depuis 1920 ; auparavant circulait la livre ottomane. À partir de 1954 le dinar est émis par la Banque centrale irakienne. À la fondation de la république, l'arrimage qui existait depuis 1932 sur la livre sterling fut rompu, et fut établi un cours au change d’environ 3,33 dollars $ américains pour 1 dinar irakien, cours qui resta stable jusqu’à la Guerre Iran-Irak, en 1980.
Pendant la guerre, le dinar irakien perdit de sa valeur et tomba en 1989 à 0,25 dollar américain. Après la guerre du Golfe, deux monnaies différentes avaient cours en Irak. Dans la zone autonome kurde, le « dinar suisse » d’une valeur de 0,33 dollar américain pour 1 dinar était utilisé. Dans le reste de l’Irak, le print dinar (des billets) avec le portrait de Saddam Hussein était de rigueur avec une valeur oscillant entre 2 500 à 4 000 dinars pour 1 dollar américain. Le print dinar était imprimé sur un papier de mauvaise qualité. C'est seulement depuis l’introduction du nouveau dinar irakien, en 2003, que tout le pays utilise à nouveau une monnaie nationale unique.
| Année      | Valeur en dollar américain |
| ---------- | -------------------------- |
| 1932       | 4,86                       |
| 1971       | 2,80                       |
| 1973       | 3,39                       |
| 1982       | 3,22                       |
| 1989       | 0,25                       |
| 2003       | 0,33                       |
| 2004       | 0,00027                    |
| 2005       | 0,00068                    |
| Avril 2006 | 0,00065                    |
| Juin 2007  | 0,000796                   |
| Août 2007  | 0,0008084                  |

1. ↑  2003 : valeur du dinar, qui était utilisé dans le nord du Kurdistan.

## Descriptifs des billets
| Valeur | Couleur    | Recto                                                    | Verso                                                   |
| ------ | ---------- | -------------------------------------------------------- | ------------------------------------------------------- |
| 50     | violâtre   | Le silo de céréales de Bassorah                          | Palmeraie de dattes                                     |
| 250    | bleu       | Logiciel de calcul astrologique (l’astrolabe)            | Le Malwiya, minaret en spirale de la mosquée de Samarra |
| 500    | bleu-vert  | Le barrage de Dokan (Souleimaniye)                       | Le taureau ailé                                         |
| 1 000  | brun       | La pièce de dinar en or                                  | L’Université al-Mustansiriyah de Bagdad                 |
| 5 000  | bleu foncé | Les gorges du Geli Ali Beg avec ses chutes d’eau (Dahuk) | La forteresse d'Al-Ukhaydir                             |
| 10 000 | vert       | Alhazen                                                  | Le minaret al-Hadba de la mosquée al-Nouri de Mossoul   |
| 25 000 | rouge      | Un paysan kurde                                          | Le roi Hammurabi                                        |

## Particularités de sécurité du nouveau dinar irakien
Les nouveaux dinars irakiens sont imprimés avec les technologies les plus modernes contre la falsification. Les mesures de sécurité sont similaires à celles utilisées pour la fabrication de l’euro et sont parmi les plus sûres du monde.
Une des raisons principales pour l’introduction d’une nouvelle monnaie irakienne était, en plus de la création d’un nouveau régime démocratique, la lutte contre la falsification. La banque centrale d’Irak a choisi la firme De La Rue, d’Angleterre, leader mondial dans la lutte contre la falsification de billets de banque, pour la fabrication du nouveau dinar irakien.